# Cylindropuntia
Cilindropuntia es un género de plantas suculentas perteneciente a la familia Cactaceae y contiene 41 especies aceptadas. En países de América del Norte se conocen como choyas o chollas mientras que en Venezuela se conocen como tunas chiveras. Se caracterizan por poseer tallos cilíndricos y espinas cubiertas por una vaina epidérmica que parece de papel.

## Descripción
Las especies de este género crecen como arbustos o pequeños árboles muy ramificados de hasta 3 m de altura. Los tallos son erectos, articulados y están formados por segmentos que generalmente se desprenden con facilidad. Su forma va de cilíndrica a algo alargada, son claramente tuberculados y su de longitud es variable.
Sobre los tallos se asientan areolas de formas diferentes, las cuales poseen gloquidios y espinas cubiertas por una vaina epidérmica que parece de papel. Las espinas principales están aplanadas como máximo en la base.
Las flores son de color verde amarillento, amarillo, bronce, rojo o magenta. Surgen en primavera y verano cerca del ápice de los tallos y son autoestériles. Se abren durante el día (diurnas) y son polinizadas por abejas.
Los frutos son carnosos o secos y su forma va de cilíndrica a casi esférica y a veces tienen forma de maza o claviforme. Pueden ser espinosos, su color varía del verde al amarillo o rojo y se vuelven marrones cuando se secan. 
Las semillas son de color amarillo pálido a marrón claro y a veces grises. Son aplanadas y tienen una longitud o diámetro de 2,5 a 5 mm.

## Distribución y hábitat
El área de distribución nativa de este género va desde el suroeste y centro de los EE. UU. hasta Venezuela y el Caribe. Crece en ambientes muy diversos sobre muchos tipos de suelos, desde 0 hasta 2100 m de altitud. 
Además ha sido introducida en multitud de regiones del mundo, como por ejemplo Sudamérica, norte y sur de África, Australia o España.

## Taxonomía
El género fue descrito por el botánico alemán George Engelmann como subgénero Cylindropuntia dentro del género Opuntia. Posteriormente, el botánico danés Frederik Marcus Knuth lo elevó a género, pasando a ser el género Cylindropuntia y anotando estos cambios en el libro Den Nye kaktusbog 35, 102 en el año 1930.
Etimología

Cylindropuntia: nombre genérico formado por dos palabras: el sustantivo griego kýlindros (que significa 'cilindro') y el género Opuntia, (con el que el género tiene similitudes), haciendo referencia a la forma cilíndrica de los tallos de las plantas.

## Especies aceptadas
Actualmente, el género Cilindropuntia consta de 41 especies aceptadas según Plants of the World Online (POWO):
| Imagen | Nombre científico                                                          | Distribución |
| ------ | -------------------------------------------------------------------------- | --- |
|        | Cylindropuntia abyssi (Hester) Backeb.                                     | Oeste de Arizona |
|        | Cylindropuntia acanthocarpa (Engelm. & J.M.Bigelow) F.M.Knuth              | Arizona, California, noroeste de México, Nevada y Utah                                                                                       |
|        | Cylindropuntia alcahes (F.A.C. Weber) F.M. Knuth                           | Arizona, Islas del Pacífico Mexicano y noroeste de México                                                                                    |
|        | Cylindropuntia anteojoensis (Pinkava) E.F. Anderson                        | Noreste de México (Coahuila) |
|        | Cylindropuntia arbuscula (Engelm.) F.M. Knuth                              | Arizona y México (Sonora, Sinaloa y Chihuahua)                                                                                               |
|        | Cylindropuntia bernardina (Engelm. ex Parish) M.A.Baker, Cloud-H. & Rebman | California y noroeste de México (norte de Baja California)                                                                                   |
|        | Cylindropuntia bigelovii (Engelm.) F.M.Knuth                               | Arizona, California, noroeste de México, Nevada y Nuevo México                                                                               |
|        | Cylindropuntia californica (Torr. & A.Gray) F.M.Knuth                      | California y noroeste de México (Baja California y Sonora)                                                                                   |
|        | Cylindropuntia calmalliana (J.M.Coult.) F.M.Knuth                          | Noroeste de México (Baja California) |
|        | Cylindropuntia caribaea (Britton & Rose) F.M. Knuth                        | Colombia, República Dominicana, Haití, Trinidad y Tobago, Venezuela y Antillas Venezolanas                                                   |
|        | Cylindropuntia cedrosensis Rebman                                          | Noroeste de México (Isla de Cedros) |
|        | Cylindropuntia cholla (F.A.C. Weber) F.M. Knuth                            | Noroeste de México (Baja California) |
|        | Cylindropuntia chuckwallensis M.A.Baker & Cloud-H.                         | Sur de California |
|        | Cylindropuntia ciribe (Engelm. ex J.M.Coult.) F.M.Knuth                    | Noroeste de México (Baja California) |
|        | Cylindropuntia davisii (Engelm. & J.M. Bigelow) F.M. Knuth                 | Nuevo México, Oklahoma y Texas |
|        | Cylindropuntia densiaculeata Backeb.                                       | México |
|        | Cylindropuntia echinocarpa (Engelm. & J.M. Bigelow) F.M. Knuth             | Arizona, California, noroeste de México, Nevada y Utah                                                                                       |
|        | Cylindropuntia fosbergii (C.B. Wolf) Rebman, M.A. Baker & Pinkava          | Sureste de California |
|        | Cylindropuntia fulgida (Engelm.) F.M.Knuth                                 | Arizona, noreste de México y noroeste de México                                                                                              |
|        | Cylindropuntia ganderi (C.B. Wolf) Rebman & Pinkava                        | California y noroeste de México |
|        | Cylindropuntia hystrix (Griseb.) Areces                                    | Cuba |
|        | Cylindropuntia imbricata (Haw.) F.M. Knuth                                 | Arizona, Colorado, Kansas, México central, Golfo de México, México noreste, México noroeste, México suroeste, Nuevo México, Oklahoma y Texas |
|        | Cylindropuntia kleiniae (DC.) F.M. Knuth                                   | México central, Golfo de México, noreste de México, noroeste de México, Nuevo México y Texas                                                 |
|        | Cylindropuntia leptocaulis (DC.) F.M. Knuth                                | Arizona, México central, Golfo de México, México noreste, México noroeste, México suroeste, Nuevo México, Oklahoma y Texas                   |
|        | Cylindropuntia libertadensis Rebman                                        | Noroeste de México (norte de Baja California)                                                                                                |
|        | Cylindropuntia lindsayi (Rebman) Rebman                                    | Noroeste de México (Baja California) |
|        | Cylindropuntia molesta (Brandegee) F.M.Knuth                               | Noroeste de México (Baja California y Sonora)                                                                                                |
|        | Cylindropuntia multigeniculata (Clokey) Backeb.                            | Arizona y Nevada |
|        | Cylindropuntia munzii (C.B. Wolf) Backeb.                                  | California y noroeste de México (norte de Baja California y Sonora)                                                                          |
|        | Cylindropuntia pallida (Rose) F.M.Knuth                                    | Sur de México (hasta Hidalgo) |
|        | Cylindropuntia perrita (Griffiths) Majure                                  | Noreste de México |
|        | Cylindropuntia prolifera (Engelm.) F.M.Knuth                               | California, Islas del Pacífico Mexicano y noroeste de México                                                                                 |
|        | Cylindropuntia ramosissima (Engelm.) F.M.Knuth                             | Arizona, California, noroeste de México y Nevada                                                                                             |
|        | Cylindropuntia sanfelipensis (Rebman) Rebman                               | Noroeste de México (norte de Baja California)                                                                                                |
|        | Cylindropuntia santamaria (E.M. Baxter) Rebman                             | Noroeste de México (Islas Magdalena) |
|        | Cylindropuntia tesajo (Engelm.) F.M. Knuth                                 | Noroeste de México (Baja California y Sonora)                                                                                                |
|        | Cylindropuntia thurberi (Engelm.) F.M. Knuth                               | Arizona y México (Sonora, noroeste de Sinaloa y Chihuahua)                                                                                   |
|        | Cylindropuntia tunicata (Lehm.) F.M.Knuth                                  | México y Texas |
|        | Cylindropuntia waltoniorum Rebman                                          | Noroeste de México (norte de Baja California)                                                                                                |
|        | Cylindropuntia whipplei (Engelm. & J.M.Bigelow) F.M.Knuth                  | Arizona, California, Colorado, Nevada, Nuevo México y Utah                                                                                   |
|        | Cylindropuntia wolfii (M.A.Baker) M.A.Baker                                | California y Noroeste de México (norte de Baja California)                                                                                   |

## Carácter invasor en España
Debido a su potencial colonizador y constituir una amenaza grave para las especies autóctonas, los hábitats o los ecosistemas, este género ha sido incluido en el Catálogo Español de Especies Exóticas Invasoras, regulado por el Real Decreto 630/2013, de 2 de agosto, estando prohibida en España su introducción en el medio natural, posesión, transporte, tráfico y comercio.